# Rugosidade (mecânica)
Rugosidade é uma medida das variações do relevo que pode ser dada de uma superfície.
Representa um dos estados de superfície devendo estar indicada em desenho técnico (ISO 1302). Os valores de rugosidade média (Ra) em função da operação ou processo de fabrico constam em diversas tabelas, variando entre 0.012 e 50 μm. As representações típicas são para:
- Superfície maquinada:12,5μm
- Superfície alisada:3,2μm
- Superfície polida:0,8μm.

A norma ISO 1302 estabelece 12 classes de rugosidade.

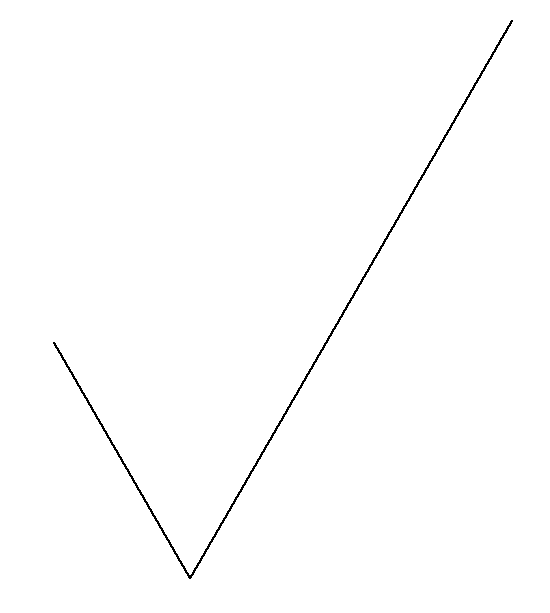
okoo